# Léonin
Pour les articles homonymes, voir Léonin (homonymie).
Léonin (en latin Leoninus, né vers 1150 - mort vers 1210) est un maître de musique de la cathédrale Notre-Dame de Paris. En tant que responsable de ce qui était à la fois une école musicale et un chœur, il succédait à  maître Albert. Il précéda Pérotin. Étant donné l'importance et le rayonnement de cette institution dans l'histoire de la musique, c'est sous le nom d'« école de Notre-Dame » qu'on désigne les musiciens et le style musical qu'on y pratiquait alors (de 1170 à 1240). En 1192, Léonin, probablement français, établi à Paris, était chanoine de Notre-Dame (les principaux musiciens d'un chapitre canonial étaient souvent appelés à le devenir, même si c'était sur des stalles inférieures). La seule source d'information sur lui est l'auteur anonyme anglais connu comme Anonyme IV, élève de l'école, dont le traité de théorie (v. 1275) mentionne Léonin comme un des principaux pionniers de la polyphonie occidentale, à travers la forme musicale appelée organum. Léonin est l'auteur du Magnus Liber Organi (le grand livre de l'organum), destiné à l'usage liturgique, et plus tard repris et amélioré par Pérotin, toujours selon l'Anonyme.
On pense aujourd'hui que c'est en étudiant le traité de métrique poétique latine de saint Augustin, De musica que Léonin établit ses six modes rythmiques qui doivent être appliqués à la musique sous forme de brèves et de longues.
Certains historiens, du moins Craig M. Wright (en), rapprochent Léonin de Leonius, auteur d'une Historia sacra (v. 1160–1170) de quatorze mille hexamètres et modèle d'utilisation du « vers léonin ».